# 環保加Fun站
環保加Fun站（葡萄牙語：Centro Ambiental Alegria）環境保護局由2018年開始在澳門各社區上設置回收中心。

## 起因
由2012年公佈《澳門環境保護規劃（2010-2020）》，透過報告內容推動澳門成為低碳城市，當中『節能減排、低碳發展』也是澳門特區政府施政的重點之一。諮詢文本提出根據公眾意見進行修改，規劃從近期、中期、遠期推進節約循環社會。其後在2022年推出《澳門環境保護規劃（2021-2025）》，文本當中有提及環保加Fun站的累計數量成為報告五年規劃指標之一。

## 擴展歷史

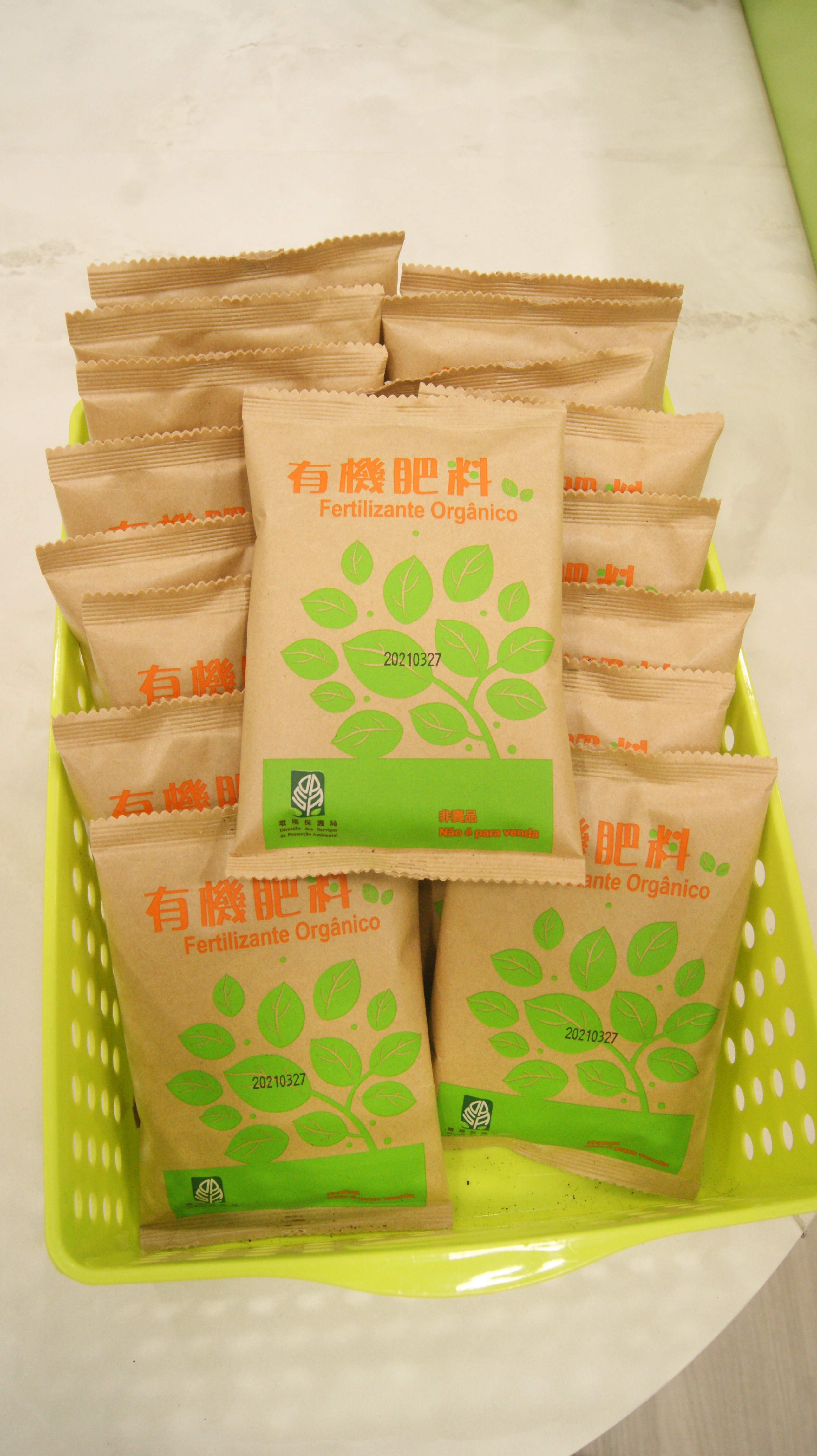
當局現時透過廚餘處理示範項目、社區廚餘回收計劃、食肆廚餘回收先導計劃及廚餘回收好EASY等計劃，參與機構及市民的廚餘回收後運往垃圾焚化中心的廚餘處理設施作統一處理，處理廚餘後產生的成品

環境保護局開始從2018年11月起先後在石排灣及青洲社區設置兩個加Fun站，同年在11月6日位於台山嘉翠麗大廈B座地下再增設第三個加Fun站，首設24小時回收區包括膠樽回收機、光管及電池箱，並配合節日回收活動，站內的大部分設施會盡量再循環使用的家具及設備。
2021年為響應4月22日世界地球日，當局轄下環保加Fun站新增回收家居廚餘（不包括食肆廚餘），以及於祐漢永寧廣場開設的環保加Fun站。
10月12日再進一步於轄下4個環保加Fun站新增舊衣回收，其中永寧廣場的衣物回收箱更設為24小時回收。
由12月10日開始回收不具塑膠分類回收標籤的雞蛋盒。將未有破損的雞蛋盒清洗乾淨後可帶到加Fun站，經過分類後可重用的雞蛋盒轉交相關供應商。
12月22日分別在下環鵝眉街及氹仔黑橋街增設加Fun站。
2022年4月22日增設新加Fun站，位於望廈望德樓一樓D。在24小時回收區內，增設三色資源及玻璃樽回收服務；同時首設智能廚餘回收機。
2023年1月下旬曾在氹仔濠庭都會第十六座旁新增回收街站，同年12月11日停止營運。
2024年6月5日，位於台山平民新邨A座地下的巴波沙站投入運作，同年8月11日嘉翠麗大廈之站點停止運作。
環保局持續擴展資源回收網絡，方便居民實踐環保回收行為，於2024年6月30日增設位於氹仔的環保加Fun站（官也街）。由於現有環保加Fun站均於周二至周日運作（周一及公眾假期休息），為填補其他回收站點的休站時間，環保加Fun站（官也街）特安排於周一、周三至周日運作（周二及公眾假期休息），方便居民實踐資源回收和了解環保資訊。
為響應2025年世界環境日，環境保護局舉辦世界環境日系列活動，當局表示近年持續擴大社區回收網絡，方便居民實踐減碳減廢等各類環保行為。過去已於全澳各區設置8個環保加Fun站，第9個設於林茂塘的環保加Fun站在6月5日正式營運。同時，由6月2日起，流動回收車的收集點，由16個增至32個。

## 地點
各加Fun站開放時間為星期二至星期日10:00-13:00/14:00-19:00，逢星期一及公眾假期休息。
| 回收/申請站點         | 堂區         | 開始日期       | 地址                                                 | 備註                                             |
| --------------------- | ------------ | -------------- | ---------------------------------------------------- | ------------------------------------------------ |
| 環保加FUN站（石排灣） | 聖方濟各堂區 | 2018年11月1日  | 路環和諧大馬路石排灣業興大廈第三座地下C舖            |                                                  |
| 環保加FUN站（青洲）   | 花地瑪堂區   | 2018年11月1日  | 澳門青洲新馬路青洲社屋青雅樓地下A社會設施空間        |                                                  |
| 環保加FUN站（巴波沙） | 花地瑪堂區   | 2024年6月5日   | 澳門台山平民新邨A座地下11號及12號商舖                | 環保加Fun站（台山）於2024年6月12日起停止運作     |
| 環保加FUN站（祐漢）   | 花地瑪堂區   | 2021年4月22日  | 澳門永寧街永寧廣場大廈地面層96號及100號地下          |                                                  |
| 環保加FUN站（下環）   | 風順堂區     | 2021年12月22日 | 澳門鵝眉街6-6A號怡景臺花園大廈地下及M層              |                                                  |
| 環保加FUN站（黑橋）   | 嘉模堂區     | 2021年12月22日 | 氹仔黑橋街平民新邨第10座75號E(M)地下                 |                                                  |
| 環保加Fun站（望廈）   | 花地瑪堂區   | 2022年4月22日  | 澳門俾利喇街望廈社屋望德樓一樓D社會設施              | 唯一不在路邊商鋪之站點                           |
| 環保加Fun站（官也街） | 嘉模堂區     | 2024年6月30日  | 氹仔告利雅施利華街25號地下                           | 安排於周一、周三至周日運作（周二及公眾假期休息） |
| 環保加Fun站（林茂塘） | 花王堂區     | 2025年6月5日   | 澳門林茂海邊大馬路雨水箱涵排水口臨時汙水處理設施地下 |                                                  |

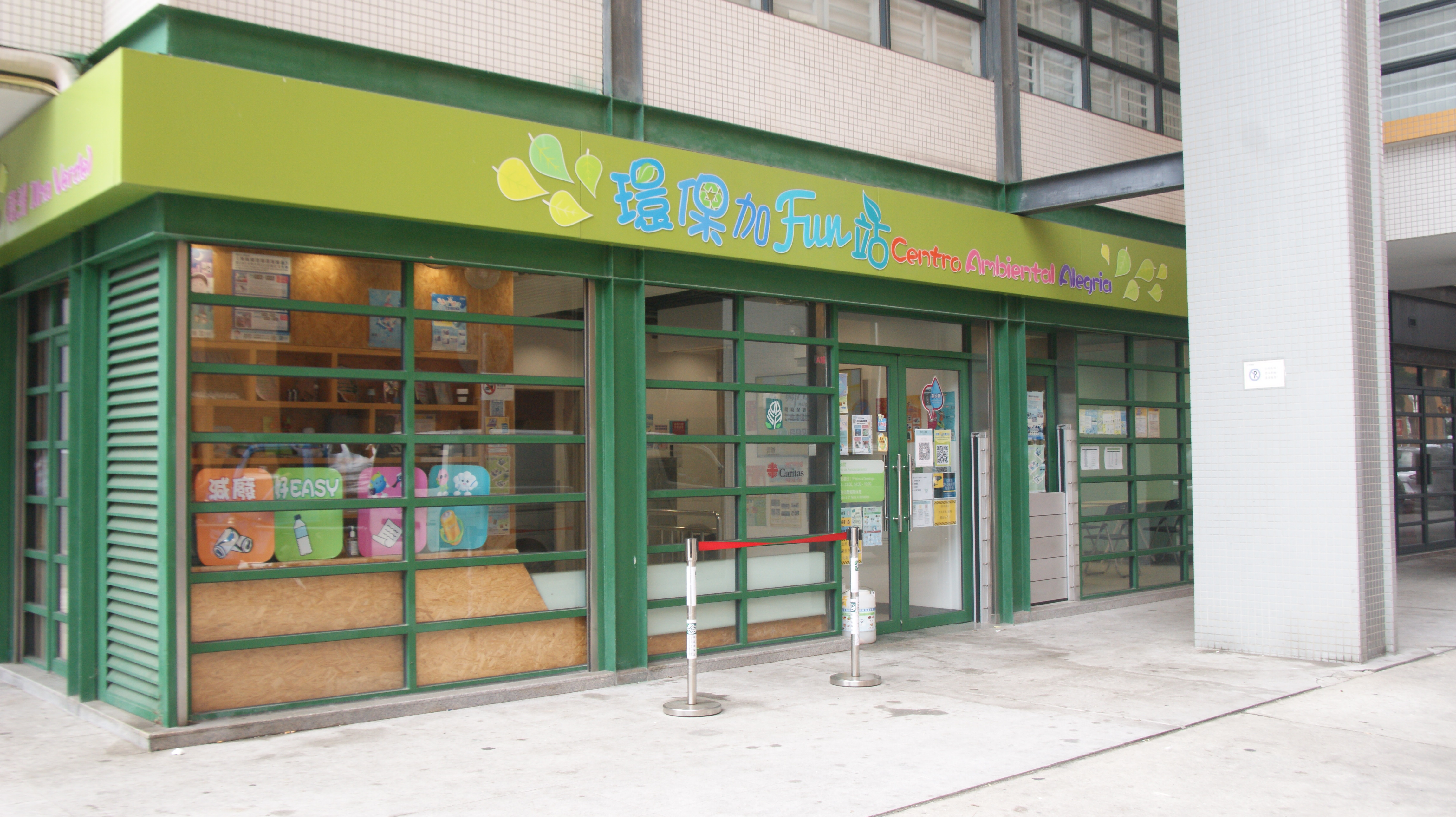
青洲站
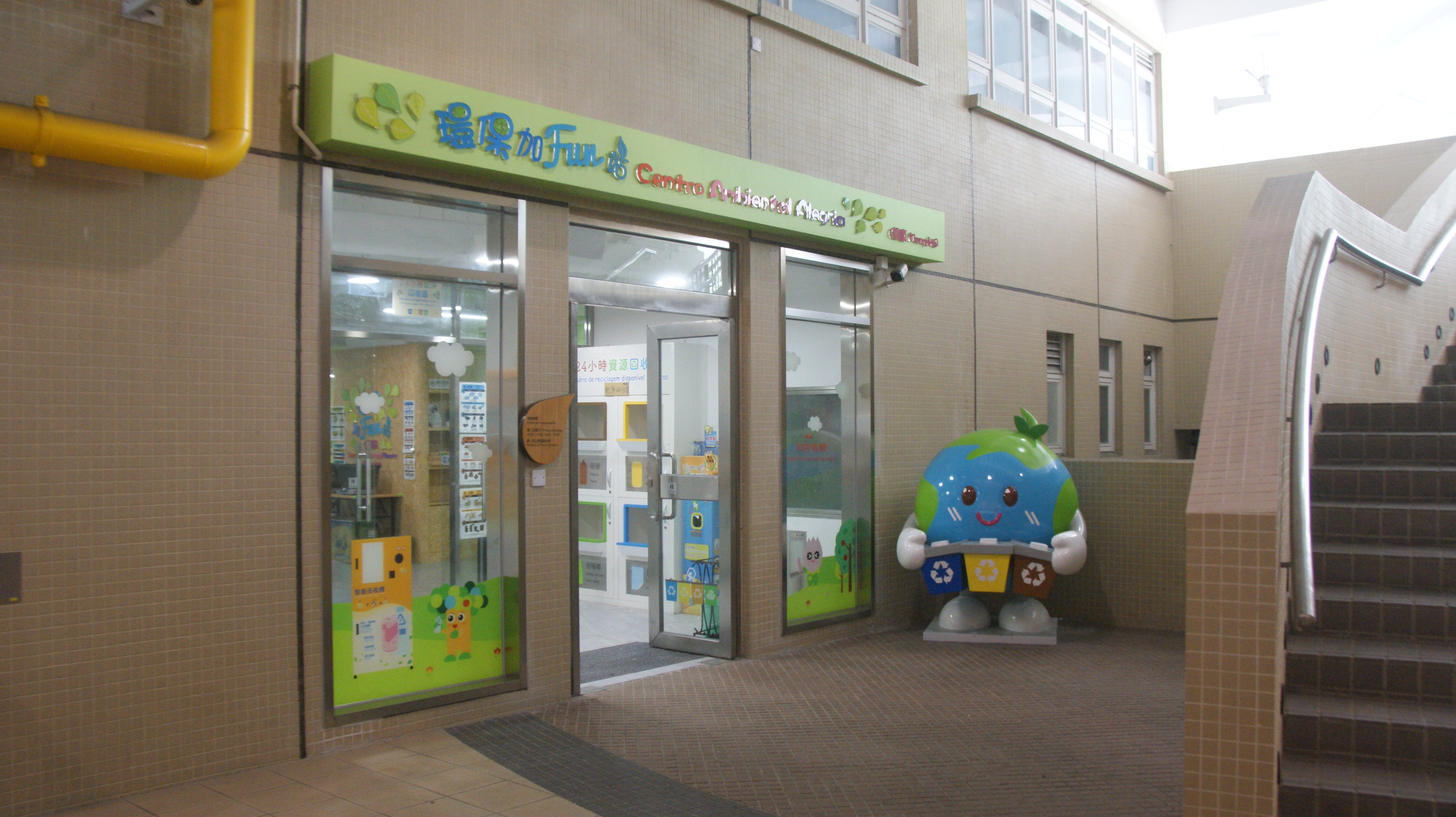
望廈站
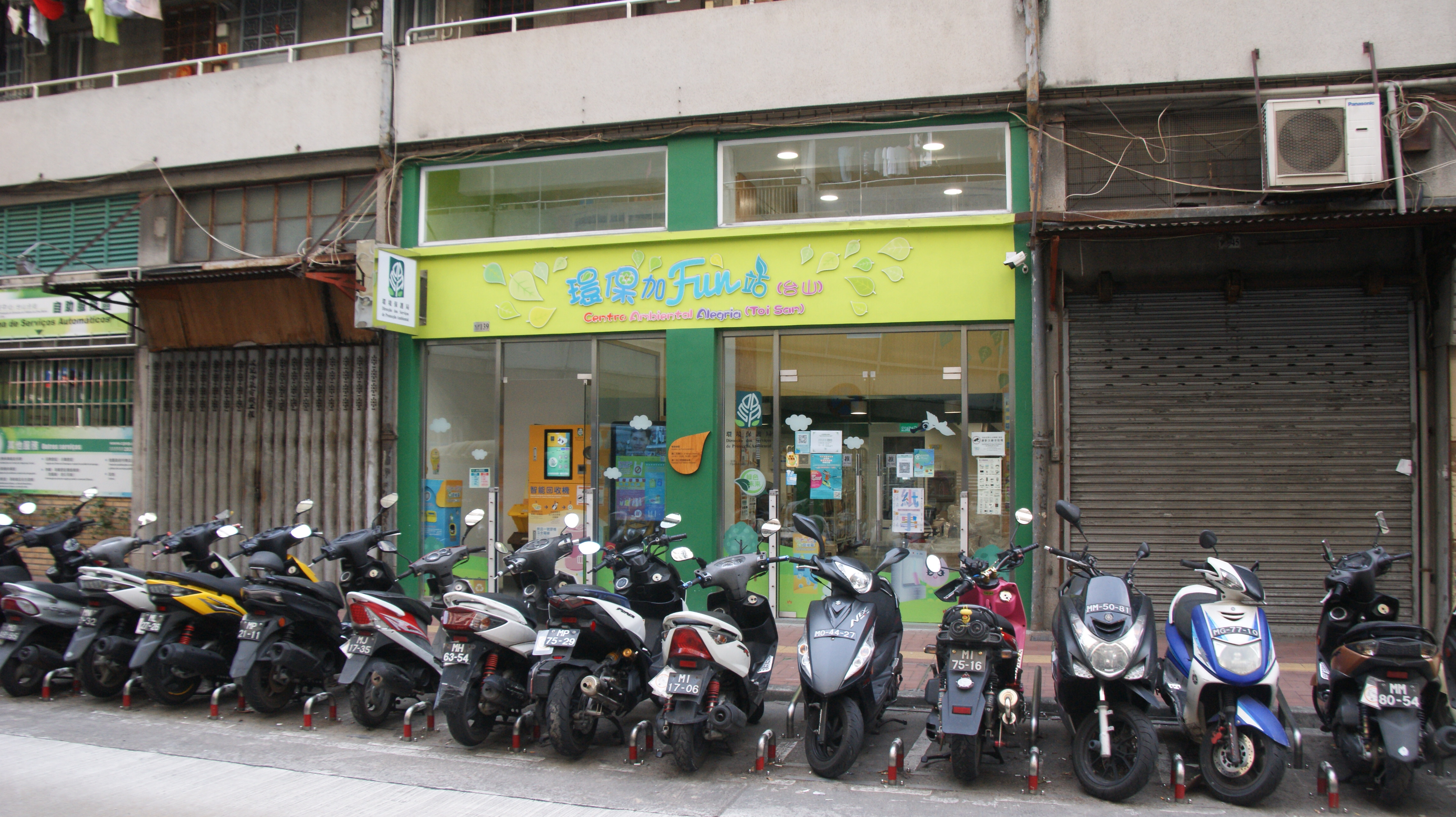
台山站（已停止運作）
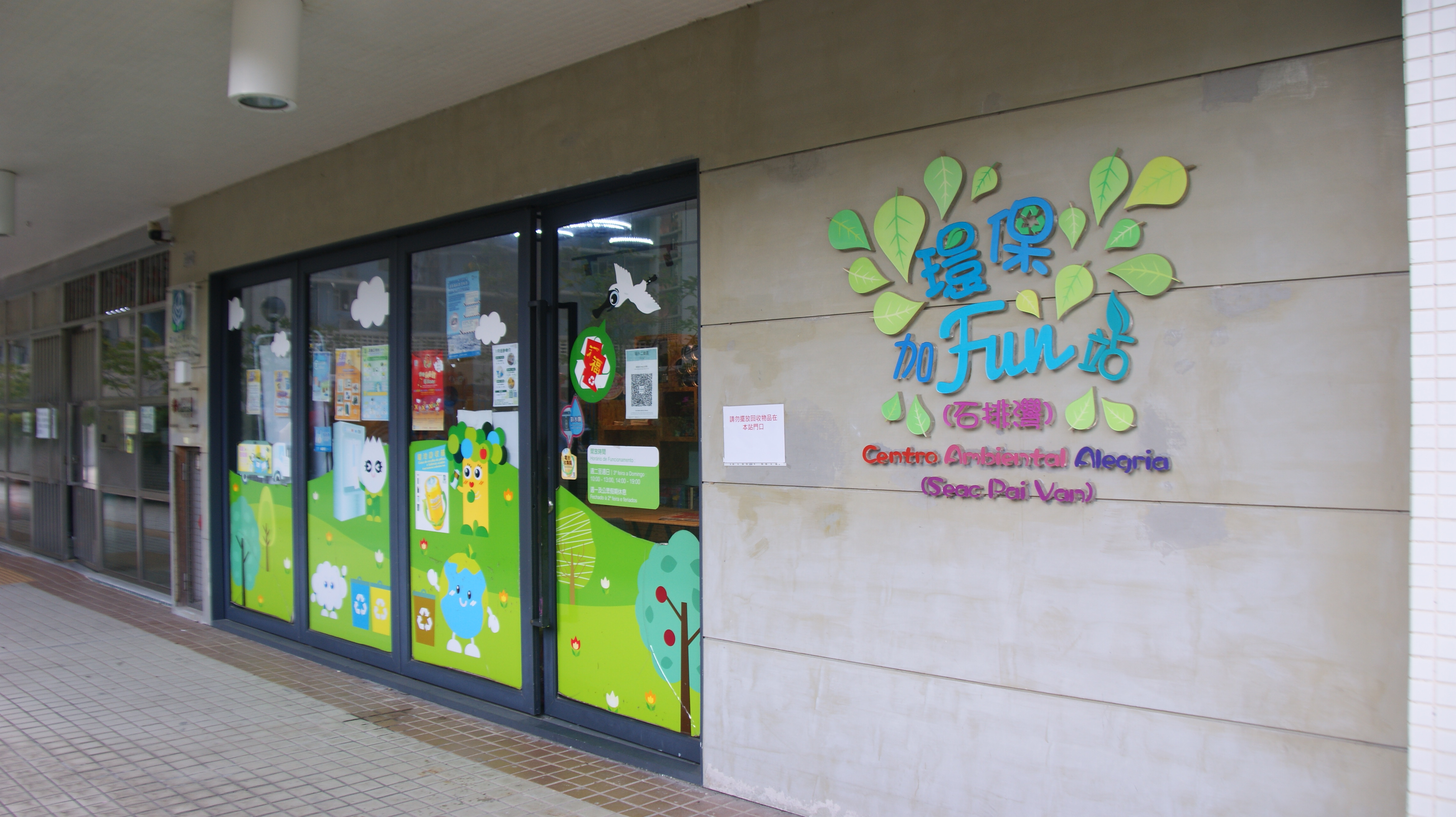
石排灣站
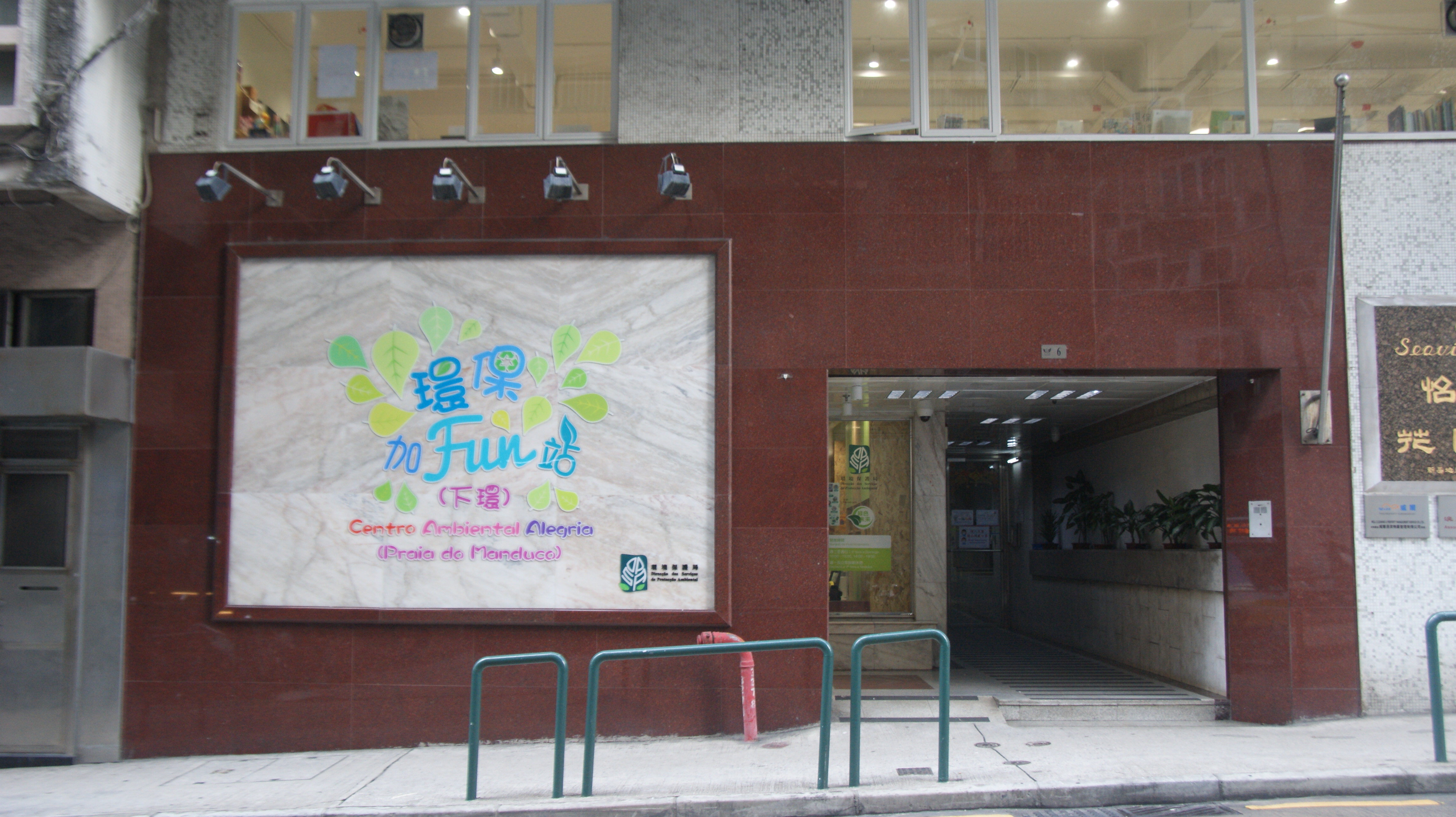
下環站
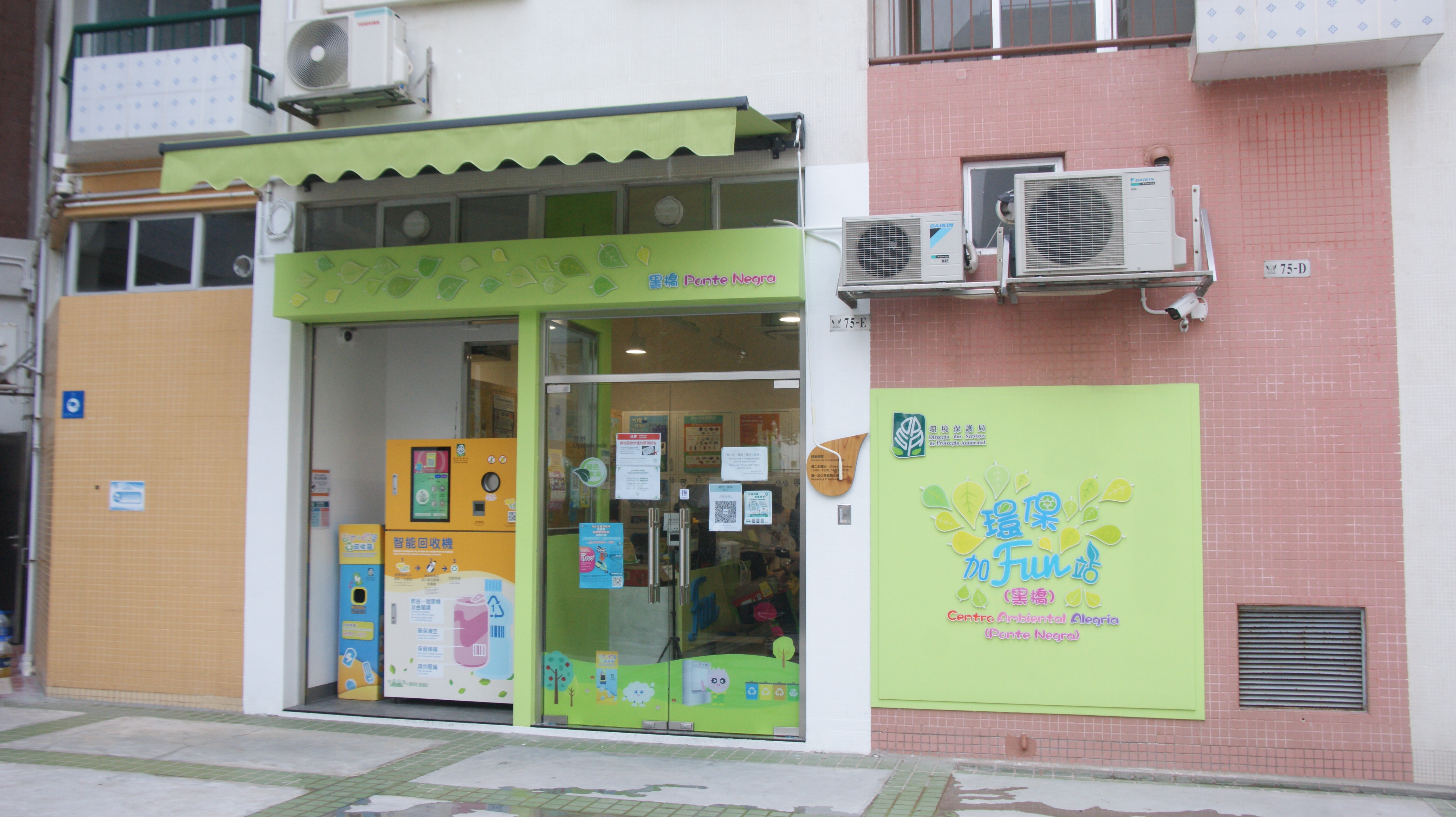
黑橋站
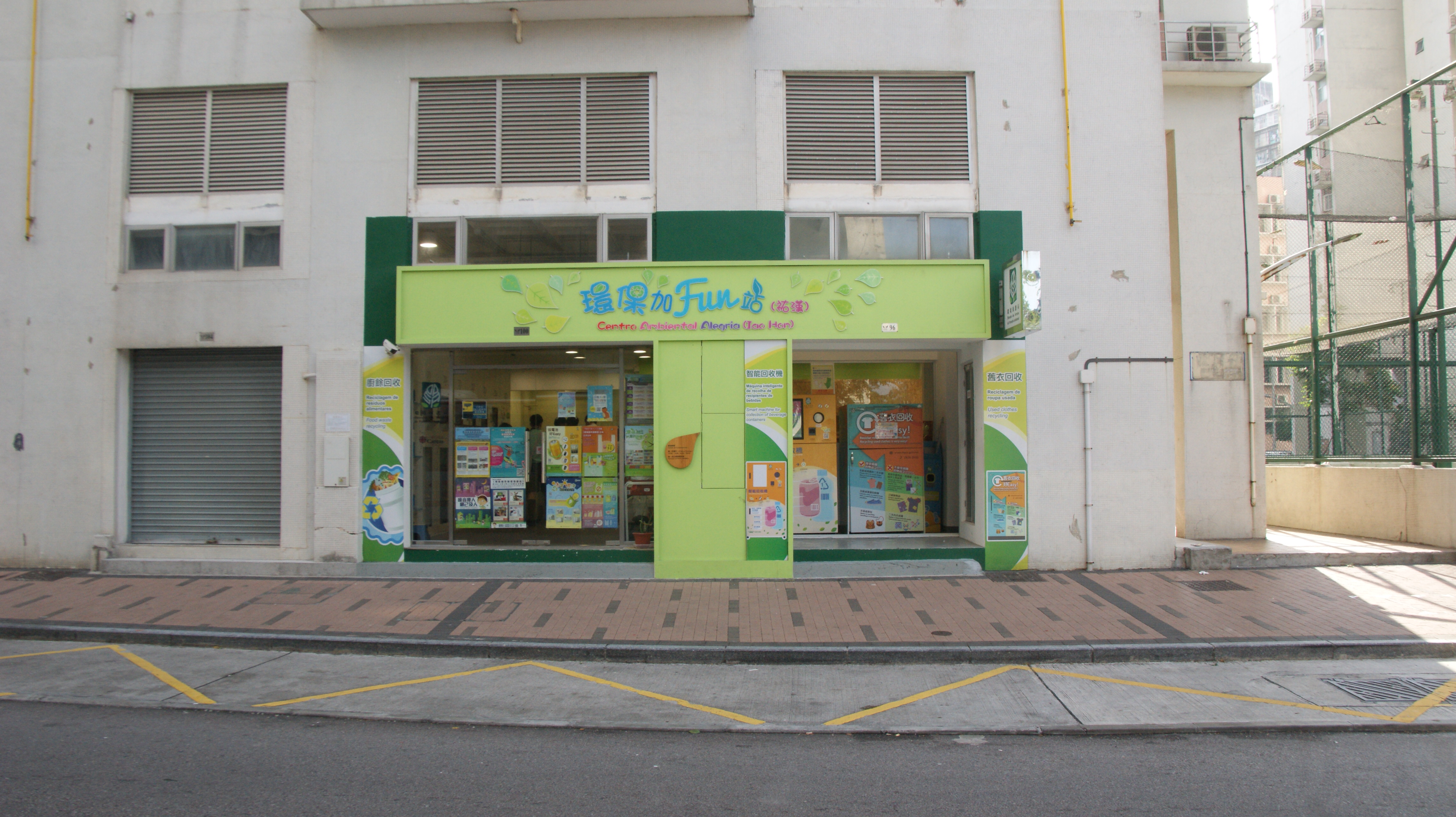
祐漢站

## 外部連結
- 環保加Fun站
- 環保加Fun站（下環）的Facebook專頁
- 環保加Fun站（望廈）的Facebook專頁
- 環保加Fun站（巴波沙）的Facebook專頁